# Kebondalem (Kota Kendal)
Kebondalem is een bestuurslaag in het regentschap Kendal van de provincie Midden-Java, Indonesië. Kebondalem telt 4765 inwoners (volkstelling 2010).